# Барзани, Масуд
Масуд Барзани (курд. Mesûd Barzanî, مەسعود بارزانی; род. 16 августа 1946, Мехабад, Республика Курдистан) — курдский и иракский политический деятель. Президент Региона Курдистан (2005—2017), лидер Демократической партии Курдистана (ДПК).

## Биография
Масуд Барзани родился в Мехабаде, где его отец Мустафа Барзани был главнокомандующим армией Мехабадской республики. В этой связи известно его высказывание: «Я был рождён в тени курдского флага в Мехабаде, и я готов служить и умереть ради этого флага».
День рождения Масуда Барзани совпал с днём основания ДПК.
Когда Мехабадская республика пала, Мустафа Барзани вместе с 500 отборными бойцами прорвался в СССР, тогда как его семья вместе со всем племенем барзан возвратилась в Ирак (весна 1947 г.), где их выслали на юг страны.
Масуд Барзани воспитывался в доме деда по матери, вождя племени зибари; он получил начальное образование на арабском языке. После свержения монархии в 1958 году и возвращения в Ирак Мустафы Барзани он живёт с отцом в Багдаде.
Вскоре после начала Сентябрьского восстания, весной 1962 года 16-летний Масуд присоединяется к пешмерга. Он участвовал в боевых операциях вместе с отцом, затем был назначен руководителем радио «Голос Иракского Курдистана», а с 1968 года руководил службой безопасности «Парастин». После поражения восстания в 1975 году Масуд активно занимается реорганизацией ДПК; вместе с тем, он сопровождает отца в США. В 1978 году Масуд чудом избежал попытки покушения в Вене, организованной иракской спецслужбой. После смерти Мустафы Барзани в марте 1979 года Масуд избирается председателем ДПК. Этот пост он занимает до настоящего времени. В 2003—2004 годах Масуд Барзани входил в Правящий совет Ирака, а 14 июня 2005 года провозглашён президентом Иракского Курдистана.
В 2013 году срок президентских полномочий истек, однако он отказался покидать пост. Его полномочия были продлены парламентом до 2015 года, затем ещё на два года. 29 октября 2017 года Барзани заявил о решении покинуть пост Президента Иракского Курдистана 1 ноября 2017 года.
B 2017 году уровень безработицы превышает 20 процентов, а 30 процентов людей в Курдистане живут за чертой бедности.
Масуд Барзани — автор книги «Мустафа Барзани и курдское освободительное движение», которая издана на курдском, арабском и русском языках.
Среди курдов известен под уважительным прозвищем «Кэк Масуд» — «Господин Масуд».

## Личные качества
М. Барзани немногословен, осторожен в оценках, отличается корректностью даже по отношению к своим политическим соперникам, избегает резких выражений. Приверженность к реалистичности, неприязнь к максимализму и экстремизму, верность данному слову обеспечили ему авторитет в стране и за рубежом.— («Азия и Африка сегодня», № 2, 1998, с.24).
Увлечения — чтение и футбол.
Женат, имеет восемь детей. Владеет курдским, арабским, персидским и английским языками.